# Seznam osebnosti iz Občine Podčetrtek
Seznam osebnosti iz Občine Podčetrtek vsebuje osebnosti, ki so se tu rodile, delovale ali umrle.

## Religija
- Josip Drobnič, duhovnik, publicist in prevajalec (1812, Sveta Ema – 1861, Gradec)
- Januš Golec, duhovnik in urednik (1888, Polje ob Sotli – 1965, Maribor)
- Jože Krašovec, duhovnik, teolog, filozof in univerzitetni profesor (1944, Sodna vas)
- Mirko Krašovec, duhovnik, nekdanji finančnik mariborske nadškofije (1947, Sodna vas)

## Šolstvo in izobraževanje
- Bogdan Žolnir, učitelj in muzealec (1908, Olimje – 1998, Slovenj Gradec)
- Jože Brilej, učitelj in izumitelj na področju šolske vzgoje (1924, Radeče – 2015, Podčetrtek)
- Rudi Lešnik, pedagog in univerzitetni profesor (1931, Celje – 1987, Podčetrtek)
- Srečko Remih, profesor športne vzgoje, Bloudkov nagrajenec za življenjsko delo (1941, Maribor – 2016, Imeno)

## Umetnost
- Andrej Kančnik, narodni pesnik (1775, Podčetrtek – 1841, Dobrepolje)
- Matevž Vehovar, nemški pesnik slovenskega rodu (1818, Pristava pri Mestinju – ?)

## Humanistika in znanost
- Martin Valenčak, literarni zgodovinar (1834, Lastnič – 1887, Celje)
- Davorin Sinkovič, mikolog (1851, Sela – 1938, Zagreb)
- Evgen Jaeger, zdravnik, entomolog, botanik (1892, Miljana, Zagorska Sela – 1959, Podčetrtek)
- Franci Pivec, filozof, sociolog, kulturni delavec, politik (1943, Olimje)

## Drugo
- Ivan Ranger, avstrijski slikar, menih in redovnik; poslikal je cerkev Marije na Pesku v Podčetrku (1700, Tirolska – 1753, Lepoglava)
- Janez Pavel Ješenak, cerkveni pisatelj v olimski župniji (1755, Slovenj Gradec – 1827, Šentandraž v Labotski dolini)
- Štefan Kočevar, zdravnik in politik, deloval kot okrožni fizik v Podčetrtku (1808, Središče ob Dravi, – 1883, Celje)
- Drago Leskovšek, gradbeni inženir (1888, Virštanj – 1978, Kamnik)
- Friderik Strnad, duhovnik, služboval je v Podčetrku, eden prvih, ki je opozoril na zdravilno vodo v Podčetrtku oziroma Harinih Zlakah (1890, Benedikt v Slovenskih Goricah – 1990, Podčetrtek)
- Ivan Zakmardy, baron, velja za ustanovitelja samostana v Olimju (? – 1665)
- Zdravko Počivalšek, politik in podjetnik (1957, Olimje)
- Attemsi, plemiška rodbina, lastniki gradu Podčetrtek